# Xuthea laticollis
Xuthea laticollis es una especie de insecto coleóptero de la familia Chrysomelidae. Fue descrita en 1981 por Chen & Wang.